# Allium noeanum
Allium noeanum — вид трав'янистих рослин родини амарилісові (Amaryllidaceae), поширений у пн.-зх. Ірані, пн. Іраку, пн. Сирії, пд.-сх. Туреччині.

## Опис
Цибулина широко яйцеподібна, діаметром 1.5–2.5 см. Стебло 20–30 см. Листків 1–3, широко лінійні, 8–15 мм завширшки, гострі, завдовжки з або довші ніж стебло. Зонтик півсферичний або кулястий у плодах, 5–15 см діаметром, багатоквітковий. Оцвітина вузько-дзвінчаста, солодко ароматна; сегменти блідо-рожеві до глибоко-лілового або бузково-рожевого забарвлення, ланцетні, 9–14 мм, дещо тупі. Пиляки пурпурові. Коробочка 6–8 мм.

## Поширення
Поширення: пн.-зх. Іран, пн. Ірак, пн. Сирія, пд.-сх. Туреччина.
Населяє скелі, важкі глинисті не вапняні та базальтові ґрунти, ниви кукурудзи, оброблювані землі, виноградники, 550–4150 м.

## Використання
Вважається дикою їстівною рослиною в Месопотамії та Загросії. Листя цієї рослини використовують як овоч і його періодично збирають і продають на ринку, оскільки він широко росте на сільськогосподарських полях. Додатково рослину використовують як лікарську, наприклад антибактеріальну та протигрибкову на північному заході Ірану.

## Загрози й охорона
Інтенсивне перетворення сільського господарства, фрагментація ареалу та, можливо, традиційне збирання врожаю повинні впливати на популяцію цього виду рослин.
Жодна природоохоронна дія для А. noeanum не зафіксована.